# آدام اسمیت (بازیکن فوتبال، زاده فوریه ۱۹۸۵)
آدام اسمیت (انگلیسی: Adam Smith؛ زادهٔ ۲۰ فوریهٔ ۱۹۸۵) ورزشکار اهل بریتانیا است.
از باشگاه‌هایی که در آن بازی کرده‌است می‌توان به باشگاه فوتبال چسترفیلد، باشگاه فوتبال لینکولن سیتی، باشگاه فوتبال آلدرشات تاون، باشگاه فوتبال گینزبورو ترینیتی، باشگاه فوتبال یورک سیتی، باشگاه فوتبال منزفیلد تاون، باشگاه فوتبال هالیفاکس تاون، باشگاه فوتبال رکسهام، باشگاه فوتبال یورک سیتی، باشگاه فوتبال آلدرشات تاون، باشگاه فوتبال لینکولن سیتی، باشگاه فوتبال گایزلی، و باشگاه فوتبال گایزلی، اشاره کرد.